# Тантра (буддизм)

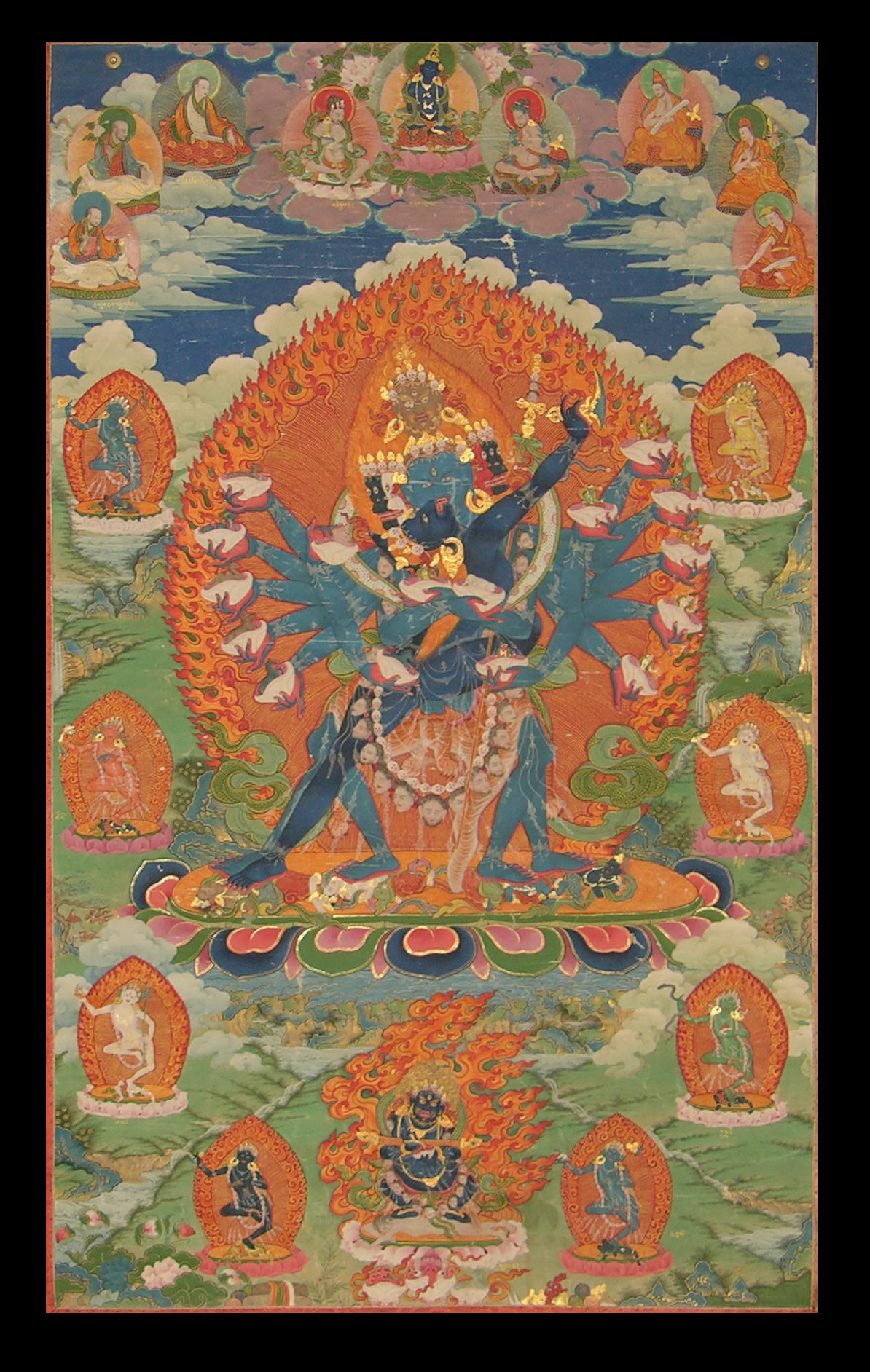
Хеваджра з Найратм'єю в союзі (Яб-юм)

В буддизмі та́нтра (санскр. तन्त्रतन्त्र, tantraIAST, «зв'язок, нитка, послідовність») — складова частина шкіл Ваджраяни, зв'язана з практикою пограничних станів, просвітлених станів, смерті та проміжних станів між смертю та наступним народженням (див. бардо). Тантра розуміється як практика досягнення остаточного результату («плоду») — стану Будди. В тантрі активно використовується складна символіка, ідами, медитації, мудри, янтри, обряди.
Заняття тантрою, індивідуальні та колективні, можуть здійснюватися тільки під керівництвом ґуру — досвідченого наставника
(лами). Деякі обряди та символи виглядають з точки зору сторонніх страшними або відразливими, тому для занять тантрою потрібна посвята вчителя та докладні пояснення. Розголошення або популяризація деталей тантричної практики не прийнята, система посвят призначена для захисту вчення від профанації, а також передачі важніших настанов та створення у практикуючого зв'язку з 
лінією спадкоємності.
Важнішим передумовою
для занять тантрою є прийняття обітниці Бодгісаттви, прагнення врятувати від страждань сансари всі живі істоти без винятку, і стати Буддою, щоб допомагати живим істотам. Тантра вважається самим коротким і одночасно самим небезпечним шляхом. Для адепта тантри дуже важливо знайти хорошого вчителя, який також повинен ретельно перевірятися.

## Визначення Тантри
Слово тантра в буддійському контексті означає безперервність, континуум. Різні дефініції, що описують це поняття, можна зустріти і в самих тантричних текстах, і в коментарях до них.
В вісімнадцятій главі Гух'ясамаджа-тантрі сказано:
Тантра означає безперервність причини (основи), майстерних методів (шляху) та плоду.
В Гунаватітіці (санскр. Guṇavatiṭikā), коментарі до Махамая-тантрі, також говориться, що тантра означає безперервність, ця безперервність трійкова по природі, і говориться про те, що тантра-основа — це безпочатковий та безкінечний розум, світлоносний по природі (санскр. prakṛtiprabhāsvara).
Сучасний майстер тантри та дзогчен, Намкай Норбу Рінпоче в книзі «Дзогчен — стан самодосконалості» дає наступні визначення:
Саме значення слова «тантра» — «тривалість» — вказує на природу енергії початкового стану, яка виявляється безперервно.

## Історія
Буддійські тантри прямо похідні
від індуїзма. Тексти, що відносяться до тантри, складають значну частину тибетського канону. В канг'юр входять приблизно 500 тантричних текстів, а в танг'юр близько 2000 пояснюючих і коментуючих робіт.
Часом появи перших тантр було VII століття. Місцем зародження тантр вважають південну або східну Індію. До VIII ст. сформувались методи, описані в тантрах перших трьох класів, і вже починають проповідуватися в Китаї.
В літературі нерідко термін «тантра» звужують до вищих тантр, відповідних до ануттара-йоги. Ці тантри отримали розповсюдження в другій половині VIII ст.
Найдавнішою ануттара йога тантрою, мабуть, є Гух'ясамаджа, яку відносять до VII ст. На відміну від індуїстських тантричних систем попередніми умовами зайняття тантрою вважається прийняття обітів бодгісаттви.
Систему тантр упорядкував і привів до сучасного вигляду Дромтонпа (992—1074), учень Атіши уже в Тибеті.

## Відмінні особливості
Тантричний буддизм має низку унікальних рис та особливостей, не властивих більш раннім формам буддизму. На думку одного із ведучих спеціалістів в даній області, перекладача Маха-вайрочана-абгісамбодхи тантри Стівена Ходжа, у тантричного буддизму є наступні особливості:
1. Тантричний буддизм пропонує альтернативний шлях до просвітлення в додаток до стандартного шляху махаяни.
2. Його вчення спрямовані перш за все до практикуючих мирян, а не до монахів і монахинь.
3. Як наслідок цього, він признає земні цілі та набуття та часто має справу з практиками, по характеру більш магічними, ніж духовними.
4. Він вчить спеціальним типам медитацій (садхана) як шляху до усвідомлення, направленим на трансформацію індивіда у втілення божественного протягом цього життя або через невеликий проміжок часу.
5. Такі види медитацій включають активне використання різних типів мандал, мудр, мантр і дхарани, як конкретних виразів природи дійсності.
6. Формування образів різних божеств в процесі медитації шляхом творчої уяви відіграє ключову роль в процесі усвідомлення. Ці образи можуть розглядатися перебуваючими як всередині, так і ззовні.
7. Величезне різноманіття кількості та типів Будд і інших божеств.
8. Великий наголос робиться на ролі ґуру і необхідності отримання від нього настанов і належних ініціацій для садхан.
9. Впадають в око численні міркування про природу і силу мови, особливо у зв'язку з буквами санскритського алфавіту.
10. Різні звичаї та ритуали, часто не-буддійського походження, такі як хома, інкорпоровані та адаптовані до буддизму.
11. Духовна фізіологія викладається як частина процесу трансформації.
12. Підкреслюється важливість жіночого втручання; використовуються різні форми сексуальної йоги.

Список не претендує на вичерпний, проте він дає уявлення про характер тантрических практик викладених в доктринальних текстах ваджраяни. Також потрібно враховувати, що в повному обсязі ці елементи притаманні тільки вищим тантрам, а на початковій стадії формування буддійського тантризму тексти могли включати лише деякі з перерахованих вище особливостей.
Запропонована ритуальна аморальність також є однією з відмінних рис пізніх буддійських тантричних текстів.

## Символіка та елементи тантр
Тантра використовує складну і розгалужену систему символів, пов'язаних з певними ритуалами, діями і практиками.
Найбільш важливі поняття тантри і пов'язані з ними символи:
- Ідам — (персональне божество) - ідеальна форма (тіло), приймаєма в стані бардо. Відомі численні зображення ідамів - як грізних або милосердних божеств, з безліччю голів, рук, ніг, іноді лютих і кровожерливих, які розривають жертви.
- Мандала — символічна структура світобудови у вигляді кругової діаграми, ступи, схеми або системи палаців, в якій мешкають божества. Зустрічаються складні просторові і динамічні мандали. Особливе мистецтво полягає у виготовленні піщаних мандал, які потім ритуально руйнуються, щоб показати прохідність світобудови. Мандала використовується для споглядання та для ритуалів гуру-йоги підношення Учителю.
- Яб-юм — сексуальні зображення ідамів, призначені для складної практики споглядання і візуалізації.
- Страшні ритуали (такі як чод), пов'язані з кладовищами, викликом страшних духів, черепами і скелетами, прийомом тухлої або відразливою їжі та ін., несуть певне символічно-смислове навантаження, що пояснюється учителем.
- Мантри, простягання - пов'язані з ритуальними діями і підготовкою до тантричних ритуалів.
- Робота з енергетичними каналами та чакрами.
- Споглядання звуків та використання насіннєвих складів.

## Характеристики тантр

### Школи Сарма
Тантри, як цілісні практичні системи, описані в доктринальних текстах Ваджраяни, являють собою настанови від різних
будд, ідамів та дакинь, отримані магасіддгами Індії або Тибета. Школи сарма — каг'ю, сак'я та гелуг — підрозділяють тантру на чотири класи:
1. Крия-тантри (тантри ритуального дії),
2. Чар'я-тантри (тантри виконання),
3. Йога-тантри (йогічні тантри),
4. Ануттарайога тантра[en] (тантри найвищої йоги).

За своїми особливостями Ануттара-йога-тантри поділяються на:
1. батьківські тантри (якщо в них особливе значення надається методу (упайя) та чоловічому втручанню),
2. материнські тантри (якщо в них робиться наголос на мудрість (праджня) та жіноче втручання)
3. неподвійні тантри (якщо ці два принципи однаково важливі).

### Школа Ньїнґма
Тибетська школа Ньїнґма іменує перші три класи тантр Зовнішніми і додатково виділяє три класи Внутрішніх тантр, перший з яких
(Махайога — Велика йога) більш-менш відповідає Ануттарайозі Нових традицій, а два інших в Нових традиціях не представлені:
1. Ану-йога (Вища йога), що припускає роботу з «тонкими» (енергетичними) психофізіологічними центрами (чакри) і каналами (наді) тіла,
2. [Маха-] Аті-йога ([Велика] Початкова йога, або Йога Великої Досконалості, Дзогчен).

## Список найбільш відомих тантр
- Гух'ясамаджа-тантра
- Калачакра-тантра
- Ямантака-тантра
- Хеваджра-тантра
- Чакрасамвара-тантра
- Гух'ягарбга-тантра
- Чандамагарошана-тантра
- Махамайя-тантра (Mahamāyā) — «тантра великої ілюзії».